# یاکوب بیورنستروم
یاکوب بیورنستروم (فنلاندی: Jacob Björnström; ۱۴ دسامبر ۱۸۸۱ – ۱۷ ژوئیهٔ ۱۹۳۵) قایقران قایق بادبانی اهل فنلاند بود.